# فيليكس ماغات

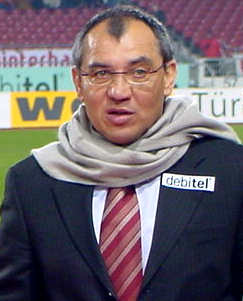
فيليكس ماغاث

فيليكس ماغاث (بالألمانية: Felix Magath) من مواليد 1953، لاعب كرة قدم ألماني سابق، ومدرب كرة قدم ألماني حالي.
لعب مع منتخب ألمانيا لكرة القدم.
كمدرب حاز على درع الدوري الألماني لكرة القدم مرتين مع فريق بايرن ميونخ، ومرة مع نادي فولفسبورغ ويدرب نادي فولفسبورغ سابقا ومدرب استقلال طهران حاليا.

## روابط خارجية
- فيليكس ماغات على موقع الاتحاد الدولي (مؤرشف)  (الإنجليزية)
- فيليكس ماغات على موقع الاتحاد الأوربي (الإنجليزية)
- فيليكس ماغات على موقع قاعدة بيانات كرة القدم.إي يو (الإنجليزية)
- فيليكس ماغات على موقع بيانات كرة القدم. دي إي (الألمانية)
- فيليكس ماغات على موقع ليكيب (الفرنسية)
- فيليكس ماغات على موقع ناشيونال فوتبول تيمز (الإنجليزية)
- فيليكس ماغات على موقع عالم كرة القدم.نت (الإنجليزية)